# Матцінген
Матцінген (нім. Matzingen) — громада в Швейцарії в кантоні Тургау, округ Фрауенфельд.

## Географія
Громада розташована на відстані близько 130 км на північний схід від Берна, 5 км на південний схід від Фрауенфельда.
Матцінген має площу 7,7 км², з яких на 15,2 % дозволяється будівництво (житлове та будівництво доріг), 57,2 % використовуються в сільськогосподарських цілях, 26,7 % зайнято лісами, 0,9 % не є продуктивними (річки, льодовики або гори).

## Демографія
2019 року в громаді мешкало 2967 осіб (+16,4 % порівняно з 2010 роком), іноземців було 27 %. Густота населення становила 386 осіб/км².
За віковим діапазоном населення розподілялося таким чином: 21,1 % — особи молодші 20 років, 64,5 % — особи у віці 20—64 років, 14,3 % — особи у віці 65 років та старші. Було 1243 помешкань (у середньому 2,4 особи в помешканні).
Із загальної кількості 1120 працюючих 66 було зайнятих в первинному секторі, 508 — в обробній промисловості, 546 — в галузі послуг.